# اسامو موکائی
 اسامو موکائی (انگلیسی: Osamu Mukai؛ زادهٔ ۷ فوریهٔ ۱۹۸۲) هنرپیشهٔ اهل ژاپن است که در استان کاناگاوا زاده شده و در دانشگاه میجی درس خوانده‌است.